# Great Wakering Rovers FC
Great Wakering Rovers FC (celým názvem: Great Wakering Rovers Football Club) je anglický fotbalový klub, který sídlí ve vesnici Great Wakering v nemetropolitním hrabství Essex. Založen byl v roce 1919. Od sezóny 2018/19 hraje v Isthmian League North Division (8. nejvyšší soutěž). Klubové barvy jsou zelená a bílá.
Své domácí zápasy odehrává na stadionu Burroughs Park s kapacitou 3 000 diváků.

## Úspěchy v domácích pohárech
Zdroj: 
- FA Cup
  - 2. předkolo: 1998/99, 2006/07
- FA Trophy
  - 1. kolo: 2002/03, 2004/05
- FA Vase
  - 5. kolo: 1997/98, 2001/02

## Umístění v jednotlivých sezonách
Stručný přehled
Zdroj: 
- 1989–1991: Essex Intermediate League (Division Three)
- 1991–1992: Essex Intermediate League (Division Two)
- 1992–1999: Essex Senior League
- 1999–2000: Isthmian League (Third Division)
- 2000–2002: Isthmian League (Second Division)
- 2002–2004: Isthmian League (Division One North)
- 2004–2006: Southern Football League (Eastern Division)
- 2006–2012: Isthmian League (Division One North)
- 2012–2014: Essex Senior League
- 2014–2017: Isthmian League (Division One North)
- 2017–2018: Essex Senior League
- 2018– : Isthmian League (North Division)

Jednotlivé ročníky
Zdroj: 
Legenda: Z - zápasy, V - výhry, R - remízy, P - porážky, VG - vstřelené góly, OG - obdržené góly, +/- - rozdíl skóre, B - body, červené podbarvení - sestup, zelené podbarvení - postup, fialové podbarvení - reorganizace, změna skupiny či soutěže
| Sezóny  | Liga                                 | Úroveň | Z  | V  | R  | P  | VG  | OG  | +/- | B  | Pozice |
| ------- | ------------------------------------ | ------ | -- | -- | -- | -- | --- | --- | --- | -- | ------ |
| 2009/10 | Isthmian League (Division One North) | 8      | 42 | 18 | 10 | 14 | 67  | 70  | -3  | 64 | 9.     |
| 2010/11 | Isthmian League (Division One North) | 8      | 40 | 13 | 5  | 22 | 60  | 82  | -22 | 44 | 15.    |
| 2011/12 | Isthmian League (Division One North) | 8      | 42 | 6  | 11 | 25 | 43  | 91  | -48 | 29 | 22.    |
| 2012/13 | Essex Senior League                  | 9      | 36 | 19 | 8  | 9  | 97  | 54  | +43 | 65 | 4.     |
| 2013/14 | Essex Senior League                  | 9      | 38 | 29 | 5  | 4  | 112 | 40  | +72 | 92 | 1.     |
| 2014/15 | Isthmian League (Division One North) | 8      | 46 | 14 | 10 | 22 | 80  | 87  | -7  | 52 | 15.    |
| 2015/16 | Isthmian League (Division One North) | 8      | 46 | 12 | 11 | 23 | 69  | 103 | -34 | 47 | 18.    |
| 2016/17 | Isthmian League (Division One North) | 8      | 46 | 6  | 7  | 33 | 49  | 121 | -72 | 25 | 24.    |
| 2017/18 | Essex Senior League                  | 9      | 40 | 30 | 4  | 6  | 107 | 29  | +78 | 94 | 1.     |
| 2018/19 | Isthmian League (North Division)     | 8      | 38 |    |    |    |     |     |     |    |        |